# Tagilde e Vizela (São Paio)
Tagilde e Vizela (São Paio) (oficialmente: União das Freguesias de Tagilde e Vizela (São Paio)) é uma freguesia portuguesa do município de Vizela, com 5,25 km² de área e 3360 habitantes (censo de 2021). A sua densidade populacional é 640 hab./km².

## História
Foi criada aquando da reorganização administrativa de 2012/2013, resultando da agregação das antigas freguesias de Tagilde e São Paio de Vizela.

## Demografia
A população registada nos censos foi:
| Distribuição da População por Grupos Etários | Distribuição da População por Grupos Etários | Distribuição da População por Grupos Etários | Distribuição da População por Grupos Etários | Distribuição da População por Grupos Etários | Distribuição da População por Grupos Etários |
| -------------------------------------------- | -------------------------------------------- | -------------------------------------------- | -------------------------------------------- | -------------------------------------------- | -------------------------------------------- |
| Antes da agregação                           |                                              |                                              |                                              |                                              |                                              |
| Ano                                          | 0-14 anos                                    | 15-24 anos                                   | 25-64 anos                                   | >= 65 anos                                   | Total                                        |
| 2001                                         | 814                                          | 578                                          | 1556                                         | 223                                          | 3171                                         |
| 2011                                         | 670                                          | 518                                          | 1883                                         | 293                                          | 3364                                         |
| Após a agregação                             |                                              |                                              |                                              |                                              |                                              |
| Ano                                          | 0-14 anos                                    | 15-24 anos                                   | 25-64 anos                                   | >= 65 anos                                   | Total                                        |
| 2021                                         | 514                                          | 438                                          | 1979                                         | 429                                          | 3360                                         |